# Capitol Records
Capitol Records er et stort amerikansk pladeselskab med hovedkvarter i Capitol Tower i Hollywood, LA, CA. Selskabet blev stiftet i 1942 og blev i 1955 opkøbt af det britiske pladeselskab EMI. Capitol Records indgår i dag i Capitol Music Group, der er ejet af Universal Music Group.
Capitol Records har bl.a. været pladeselskab for flg. kunstnere:
Nat King Cole, Frank Sinatra, Hoyt Axton, Ella Fitzgerald, Judy Garland, Peggy Lee, Ella Mae Morse, Dinah Shore, Sam Donahue, The Band, Tina Turner, Garth Brooks, Paul McCartney, Ringo Starr, the Beach Boys, Brian Wilson, Bee Gees, Merle Haggard, Johnny Mercer, Megadeth (nu på Century Media Records), The Knack, NF, Everclear, Katy Perry, Mary J. Blige, Halsey, Duran Duran (concurrently on Warner Records), Beastie Boys, Juice Newton, The Kingston Trio, Neil Diamond, Iron Maiden (concurrently via BMG), Richard Thompson, Minnie Riperton, Luscious Jackson, Linda Ronstadt, Beck, Avenged Sevenfold, Don Henley, Yellowcard, Sam Smith, The Smithereens, Sparklehorse, Migos, Emeli Sandé, Queen Naija, Helena Paparizou, 5 Seconds of Summer, Brian Courtney Wilson, Yma Sumac, Niall Horan, Radiohead, Richard Marx, Trace Adkins, Empire of The Sun, Fletcher, Coldplay (concurrently on Atlantic Records), Stan Freberg, Rodney Carrington,  Queen og Wayne Newton.